# Homalomena repens
Homalomena repens är en kallaväxtart som beskrevs av Henry Nicholas Ridley. Homalomena repens ingår i släktet Homalomena och familjen kallaväxter. Inga underarter finns listade.